# Barra (kommun)
Barra är en kommun i Brasilien.   Den ligger i delstaten Bahia, i den östra delen av landet, 700 km nordost om huvudstaden Brasília. Antalet invånare är 49 342.
Följande samhällen finns i Barra:
- Barra

I omgivningarna runt Barra växer huvudsakligen savannskog. Trakten runt Barra är nära nog obefolkad, med mindre än två invånare per kvadratkilometer.